# Sadove (Sadove), Nîjnohirskîi
Sadove (în ucraineană Садове) este localitatea de reședință a comunei Sadove din raionul Nîjnohirskîi, Republica Autonomă Crimeea, Ucraina.

## Demografie
Componența lingvistică a localității Sadove
     Rusă (60,88%)
     Tătară crimeeană (22,23%)
     Ucraineană (7,83%)
     Greacă (6,29%)
     Alte limbi (0,43%)
Conform recensământului din 2001, majoritatea populației localității Sadove era vorbitoare de rusă (60,88%), existând în minoritate și vorbitori de tătară crimeeană (22,23%), ucraineană (7,83%) și greacă (6,29%).